# Văleni (Viișoara), Vaslui
Văleni este un sat în comuna Viișoara din județul Vaslui, Moldova, România. Se află în partea de est a județului, în Dealurile Fălciului, pe valea râului Văleni (numit și Făgădău), între dealurile Dumbrava Mare și Comoara.
La recensământul din 2002 avea o populație de 194 locuitori, grupată în 78 de gospodării. Suprafața intravilanului este de 37,10 ha. Biserica din sat a fost construită în 1810 de proprietarul moșiei Văleni din acea vreme Ioan Roșca Codreanu, tatăl lui Gheorghe Roșca Codreanu. A ars până la temelie in anul 2002 in urma unui trăznet. Școala primară "Gheorghe Roșca Codreanu" Văleni a fost înființată în anul 1962.

## Istoric

### Secolul XVII
La 5 iulie 1633 aflam un zapis de la Tule șoltuzul si 12 pârgari ai Bârladului, pentru vânzarea unei părți din moșia Văleni (județul Fălciu)
"Precum au venit înaintea lor Mărica si sora ei, Grozava, nepoatele lui Ioan stolnicul, fetele Balaci din Văleni, și-au vândut a lor dreaptă ocină și moșăe, din satul Văleni, dintr-un bătrân a treia parte, cu loc de prisacă și pomătu, și cu casă în vatra satului, cu loc de fânaț, din câmpu și din pădure, ... care parte au vândut-o lui Scărlet și fratelui sau ... drept 5 cai buni."

### Secolul XVIII
În domnia lui Nicolae Mavrocordat, Antiohie Jora redevine mare logofăt, astfel îl atestăm la 6 noiembrie 1712, semnând o întăritură . În această dregătorie este menționat până în 1714, când pentru ultima dată apare ca mare logofăt, la 18 septembrie . Anterior, la 20 mai 1713, făcândui-se o danie în satul Văleni de pe ambele maluri ale Bârladului, de la Gligorie Bumbar și fratele său Ursu, fiii Trofanei și nepoții lui Dumitrașco Frunteș .
Hatmanul Antiohie Jora mai apare ca martor, la 4 iunie 1703 , pentru ca la 24 decembrie 1703 să se afle în cea mai înaltă funcție din aparatul de stat al Țării Moldovei, mare logofăt, făcându-i-se danie moșia unor răzeși din satul Văleni și Stolniceni pe Bârlad, partea 	Bumbăreștilor, „pentru mult bine ce le-a făcut, scoțându-i de la o nevoie” .
La 30 iunie 1709, Antiohie mare logofăt ajunge să fie în centrul judecății domnești, având pricină cu Lupul Costachi mare vornic , pentru o parte de moșie din satul Văleni, zisă Stolniceni, ținutul Fălciu cumpărătură de Lupul Costachi de la răzășul Radul paharnic, care la rândul său a avut-o ca zestre de la socrul său Ștefan Scărlet fost mare armaș și fratele său Dabija Scărlet fost mare paharnic. Deoarece Lupul Costachi nu avea dreptul să cumpere moșie acolo, Antiohie Jora, „fiind moșinaș vechi”, de 30 de ani, cu zapise de danie și cumpărătură de la răzeși, se învoiesc ca Antiohie să întoarcă banii în schimbul moșiei.

### Secolul XIX
În anul 1801 moșia Văleni trece în proprietatea familiei Roșca Codreanu ca urmare a casatoriei dintre Ioan Roșca Codreanu cu Ecaterina Jora.
În 1837 comisul Gheorghe Roșca Codreanu lasă prin testament toată moșia sa Vălenii constituită din hlizele ei (adică părți din moșie) Dăncenii, Stâlpitura lui Ciocârlan, Belciugul  și Sârbii, "să se facă o școală pe moșia mea pentru una sută elevi cari să învețe dialectul latinesc".

## Personalități locale
- Ioan Frunteș - stolnic, unul din bătrânii satului Văleni
- Gavril Jora
- Tudosica Costache
- Antiohie Jora - proprietar sat Văleni
- Ecaterina Gheuca - proprietar sat Văleni
- Neculai Jora - proprietar sat Văleni
- Ilinca Donici - proprietar sat Văleni
- Manolachi Jora - proprietar sat Văleni
- Anița Jora - proprietar sat Văleni
- Ecaterina Jora - proprietar sat Văleni
- Ioan Roșca Codreanu (1763-1835) - proprietar sat Văleni
- Gheorghe Roșca Codreanu (1805-1837) - proprietar sat Văleni
- Neculai Roșca Codreanu (1806-1854) - boier
- Lupul Costachi - proprietar sat Văleni
- Gheorghe Arteni - învațător, redactor al ziarului „Glasul Nostru, foaie culturală cu informații și îndrumări pentru popor“
- Mihai Jokotă - profesor greacă și latină la Liceul Internat Costache Negruzzi din Iași, traducător
- Constanța Teodorescu - medic
- Vasile Ghițescu - profesor, director al Liceului Petru Rareș din Piatra Neamț
- Hristache Gheorghiu - medic de circumscripție în Băsăști până în 1918, apoi medic al orașului Roșiori de Vede și medic primar al județului Teleorman
- Ion Arteni - medic, inspector sanitar al județului Iași
- Ioan I. Negrescu - comandor aviator
- Negrescu I. Gheorghe - căpitan aviator
- Negrescu I. Constantin - comandor aviator
- Negrescu I. Vasile - inginer chimist în sectorul aeronautic

### Presa locală
Publicația Glasul Nostru a fost fondată de Societatea Culturală "Iulia A Zanne" din Băsești. Redacția ziarului a fost în satul Văleni, comuna Băsești, județul Fălciu. Directorul publicației Glasul Nostru a fost Gheorghe Arteni, învățător în satul Valeni judetul Falciu. Publicația a apărut la începutul anilor 1930.